# Kamanggih
Kamanggih is een bestuurslaag in het regentschap Oost-Soemba van de provincie Oost-Nusa Tenggara, Indonesië. Kamanggih telt 1382 inwoners (volkstelling 2010).